# Banco de datos de ADN de Japón
El Banco de Datos de ADN de Japón (por sus siglas en inglés DDBJ) es una base de datos biológica que recopila secuencias de ADN. Se encuentra ubicado en el Instituto Nacional de Genética en la prefectura de Shizuoka en Japón. Es miembro de la Colaboración Internacional de Bases de Datos de Secuencias de Nucleótidos o INSDC. Intercambia diariamente sus datos con el Laboratorio Europeo de Biología Molecular del Instituto Europeo de Bioinformática y con el GenBank del Centro Nacional de Información Biotecnológica. De esta manera estos tres bancos de datos contienen la misma información en cualquier momento.

## Historia
El DDBJ inició sus actividades como banco de datos en 1987en el Instituto Nacional de Genética de Japón, y sigue siendo el único banco de datos de secuencias de nucleótidos en Asia. 

## Organización
Aunque el DDBJ principalmente recibe datos de investigadores japoneses, también suele aceptar datos de contribuyentes de cualquier otro país. DDBJ está financiado principalmente por el Ministerio de Educación, Cultura, Deportes, Ciencia y Tecnología (MEXT). 
DDBJ tiene un comité asesor internacional compuesto por nueve miembros, con representación de Europa, EE. UU. y Japón, cada uno con tres integrantes. Este comité brinda asesoramiento anual a DDBJ en temas relacionados con su mantenimiento, gestión y perspectivas futuras. Además, la organización dispone de un comité de colaboración internacional, conformado por participantes a nivel operativo, que asesora sobre cuestiones técnicas relacionadas con la colaboración internacional.